# Zelotibia paucipapillata
Zelotibia paucipapillata Russell-Smith & Murphy, 2005 è un ragno appartenente alla famiglia Gnaphosidae.

## Etimologia
Il nome della specie deriva dai termini latini paucus, cioè poco, e papillatus, che significa cosparso di papille, in riferimento alla configurazione sparsa delle papille cuticolari dell'apofisi tibiale retrolaterale del pedipalpo maschile.

## Caratteristiche
L'olotipo maschile rinvenuto ha lunghezza totale è di 4,00mm; la lunghezza del cefalotorace è di 2,00mm; e la larghezza è di 1,44mm.

## Distribuzione
La specie è stata reperita nel Congo centrale: l'olotipo maschile è stato rinvenuto nei pressi di Lwiro, appartenente alla provincia del Kivu Nord.

## Tassonomia
Al 2016 non sono note sottospecie e dal 2005 non sono stati esaminati nuovi esemplari.